# Sofia dos Países Baixos
Sofia dos Países Baixos ou Sofia de Orange-Nassau (em neerlandês: Sophie van Oranje-Nassau ou Wilhelmine Marie Sophie Louise; 8 de abril de 1824 — 23 de março de 1897) foi a única filha do rei Guilherme II dos Países Baixos e da sua esposa, a grã-duquesa Ana Pavlovna da Rússia. Foi herdeira presuntiva da sua sobrinha, a rainha Guilhermina dos Países Baixos, durante sete anos, entre a morte do seu irmão Guilherme até ela própria falecer.

## Infância
Sofia era a única filha do rei Guilherme II dos Países Baixos e de sua esposa, a grã-duquesa Ana Pavlovna da Rússia, filha do czar Paulo I e da czarina Maria Feodorovna, nascida princesa Sofia Doroteia de Württemberg. A princesa foi educada com muito esmero. A educação religiosa foi fornecida pelo pai de Sofia, que também garantiu que a princesa fosse treinada em atividades rurais, como ordenha, fabricação de queijo e fiação.

## Casamento e filhos
A princesa Sofia casou-se com o seu primo direito, Carlos Alexandre, Grão-Duque Hereditário de Saxe-Weimar-Eisenach, no Palácio de Kneuterdijk em Haia a 8 de outubro de 1842. As mães dos noivos eram irmãs, ambas filhas do czar Paulo I da Rússia.
Juntos, tiveram quatro filhosː
1. Carlos Augusto, Grão-Duque Hereditário de Saxe-Weimar-Eisenach (31 de julho de 1844 - 20 de novembro de 1894), que se casou com a princesa Paulina de Saxe-Weimar-Eisenach; com descendência.
2. Maria Alexandrina de Saxe-Weimar-Eisenach (20 de janeiro de 1849 - 6 de maio de 1922), casada com Henrique VII, Príncipe Reuss de Köstritz; com descendência.
3. Maria Ana de Saxe-Weimar-Eisenach (29 de março de 1851 - 26 de abril de 1859), morreu aos oito anos de idade.
4. Isabel Sibila de Saxe-Weimar-Eisenach (28 de janeiro de 1854 - 10 de julho de 1908), casada com o duque João Alberto de Mecklemburgo-Schwerin.

Catherine Radziwiłł, que conheceu Sofia, disse sobre elaː
"...[Sofia] era muito diferente do marido e, embora fosse extremamente feia, era uma princesa muito majestosa. Era também muito inteligente e defendia bem a reputação da família Weimar. Era princesa dos Países Baixos por nascimento...e trouxe e manteve para a sua corte as tradições que tinha aprendido no seu país de origem. Apesar da sua falta de beleza, ela era uma figura esplêndida, sempre vestida de forma magnífica e coberta de jóias maravilhosas, que incluíam filas de rúbis e diamantes que eram, supostamente, os melhores da Europa".

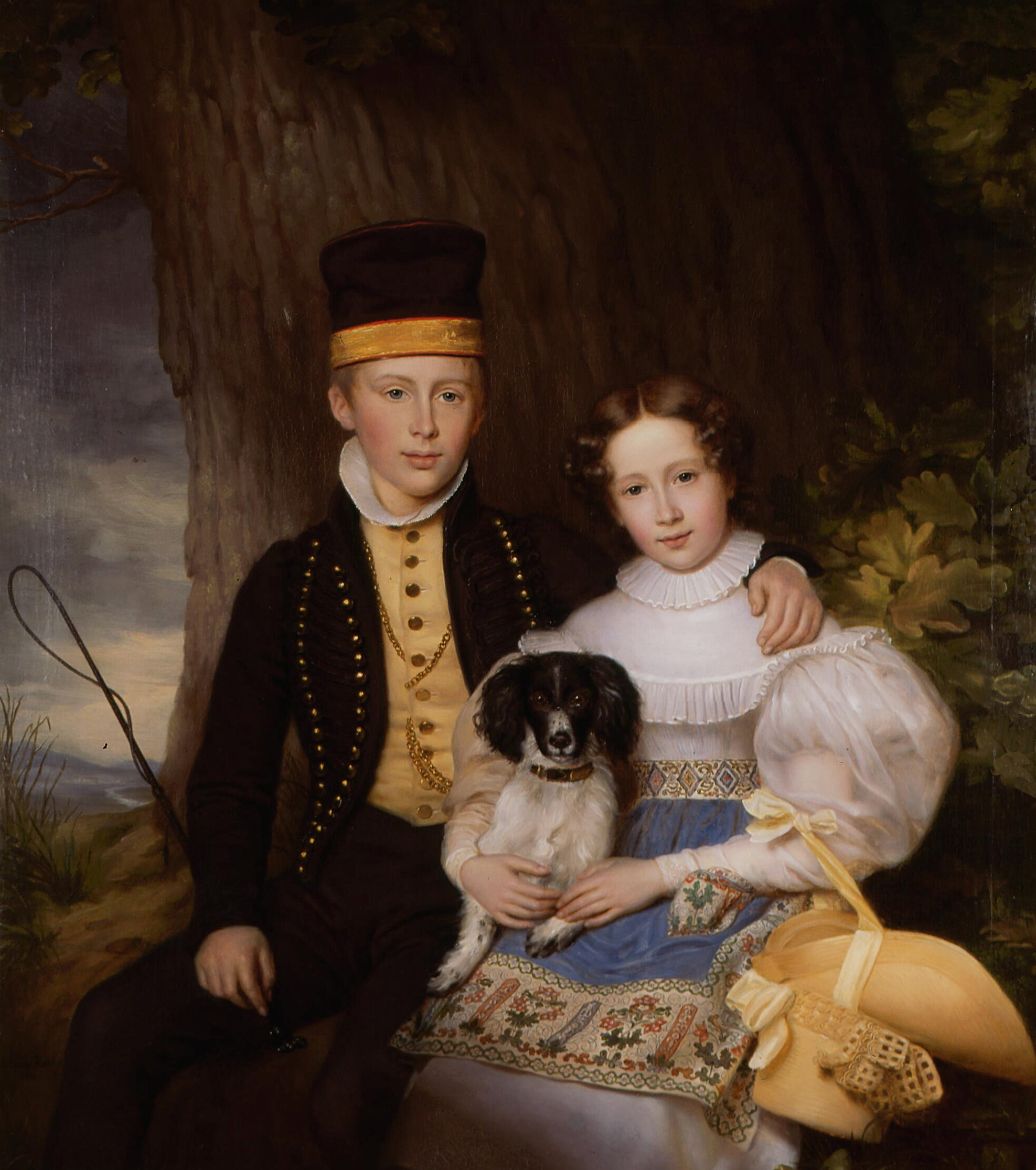
Sofia em criança com o seu irmão mais velho Henrique
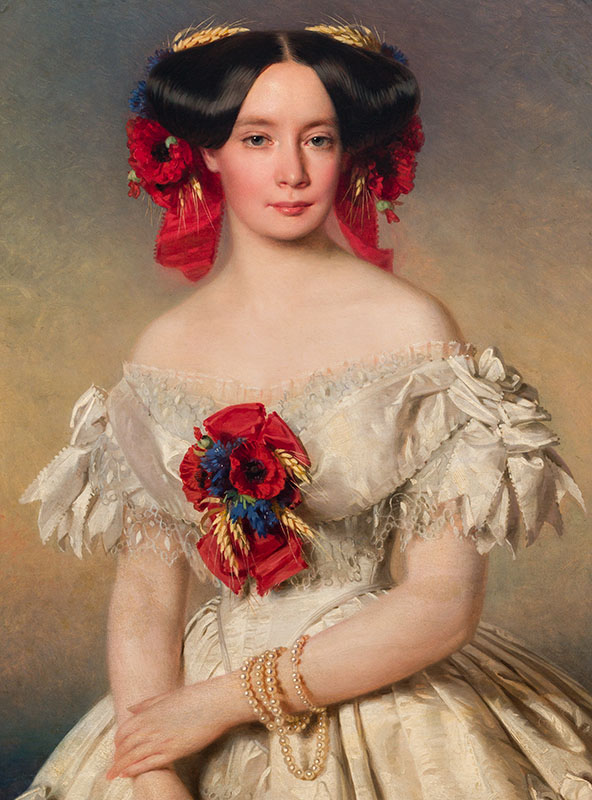
Retrato por Richard Lauchert, de 1855